# Charlotte Poulain
Charlotte Poulain est une joueuse de football française née le 15 mai 1991 à Lisieux évoluant au poste de milieu de terrain.
Formée au Sporting Club Thibervillais, elle quitte son club natal en 2007 pour Évreux, alors en première division. L'année suivante, elle évolue en D2, toujours avec le club ébroïcien. Elle rejoint par la suite la capitale et le Paris Saint-Germain. Elle ne dispute aucun match durant la saison 2010-2011.
La saison 2011-2012 semble marquer son retour en grâce au sein de l'équipe parisienne puisqu'elle est retenue à chaque fois dans le groupe de Camillo Vaz, tantôt comme titulaire, tantôt comme remplaçante à la fois en D1 et en Ligue des champions, où elle dispute les quatre matches du PSG sur la scène européenne. Après la fin de la saison, elle arrête sa carrière.

## Palmarès
Paris Saint-Germain
- Vainqueur du Challenge de France en 2010
- Vice-championne de France en 2011